# Acizzia marginata
Acizzia marginata är en insektsart som beskrevs av Burckhardt 1986. Acizzia marginata ingår i släktet Acizzia och familjen rundbladloppor. Inga underarter finns listade i Catalogue of Life.